# Krass nass! Die Tigerenten Club Sommerspiele
Krass nass! Die Tigerenten Club Sommerspiele ist eine deutsche Fernsehunterhaltungssendung für Kinder, die seit 2016 jährlich im Sommer von SWR und KiKA produziert und ausgestrahlt wird.

## Sendung
Die Sendung wurde erstmals im August 2016 ausgestrahlt und ist ein Spin-Off zum Tigerenten Club.
Zwölf Kinder treten in insgesamt zehn Folgen pro Staffel in einen Hindernisparcours an, der nass, matschig und schaumig ist. Das Wichtigste ist die Zeit, die jeder einzelne Kandidat pro Parcours benötigt. Der Kandidat mit der schnellsten Zeit kommt eine Runde weiter. Am Ende jeder Folge spielen zwei Kandidaten um den Einzug in die nächste Runde. Der Verlierer im Finale muss die Show verlassen und der Gewinner bleibt weiterhin im Wettbewerb. Dadurch wird die Teilnehmerzahl von Folge zu Folge dezimiert. Nach zwei Wochen steht dann der Sieger der Staffel fest und gewinnt einen Preis.
Im Jahr 2019 gab es eine Best Buddy Edition. Zum ersten Mal konnten beste Freunde als Team in den Parcours treten. Dabei blieb der Handlungsablauf, wie in den Jahren davor, gleich.
Im Juli 2020 wurde bekannt gegeben, dass es aufgrund der Coronavirus-Pandemie 2020 eine alternative Staffel geben würde. In dieser Staffel treten Geschwisterpaare in Mini-Wasserspielen gegeneinander an. Dabei ist der Handlungsablauf, wie in den Jahren davor, gleich.

## Überblick der Staffeln

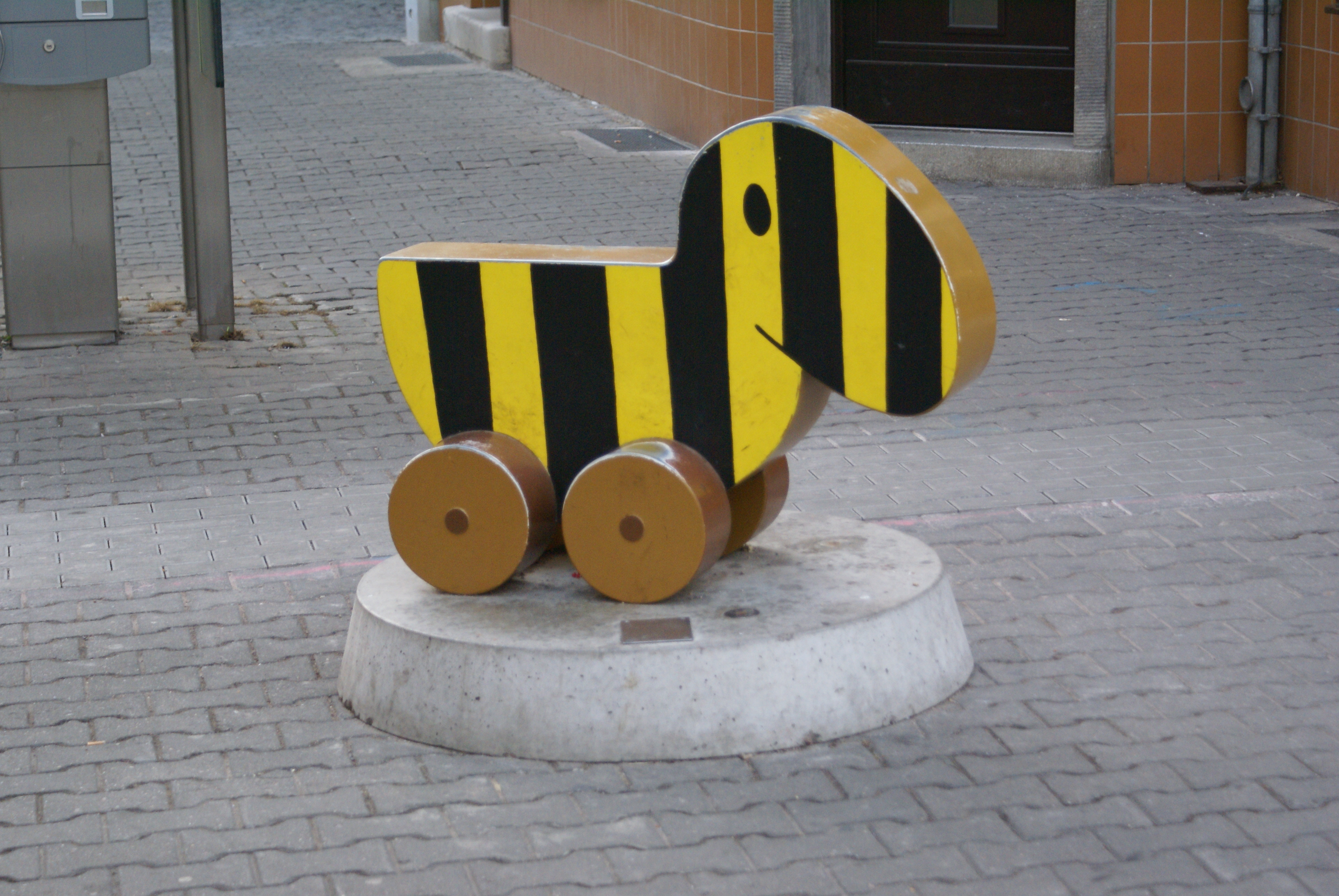
Die Tigerente

Die erste Staffel der Sendung moderierte KIKA-Moderator Johannes Büchs. In der zweiten Staffel wurde Büchs von den Tigerentenclub Moderatoren Muschda Sherzada und Johannes Zenglein abgelöst. Zusammen moderierten sie auch 2018 die 3. Staffel der Sendung. In der 4. Staffel wurde Sherzada durch Jess Schöne ersetzt, die 2019 die Staffel mit Zenglein präsentierte. Die 5. Staffel moderierte Johannes Zenglein alleine. Im Sommer 2021 wurde die 6. Staffel wie gewohnt mit Johannes Zenglein ausgestrahlt, an seiner Seite war  erstmals Laura Knöll, die seitdem als Moderatorin tätig ist.
Als Kommentator war von der ersten bis dritten Staffel der SWR Sport-Reporter Martin Maibücher zu hören. Seit der vierten Staffel ist Michael Bollenbacher, als Nachfolger von Maibücher, Kommentator der Sendung.
| Staffel | Beginn  | Ende    | Jahr | Moderatoren      | Moderatoren       | Ausgaben | Titelmusik       | Titelmusik           |
| Staffel | Beginn  | Ende    | Jahr | Moderatoren      | Moderatoren       | Ausgaben | Interpret        | Song                 |
| ------- | ------- | ------- | ---- | ---------------- | ----------------- | -------- | ---------------- | -------------------- |
| 1       | 22. Aug | 2. Sep  | 2016 | Johannes Büchs   |                   | 10       | Adesse           | Ich bleibe           |
| 2       | 28. Aug | 8. Sep  | 2017 | Muschda Sherzada | Johannes Zenglein | 10       | Wincent Weiss    | Wir sind             |
| 3       | 20. Aug | 31. Aug | 2018 | Muschda Sherzada | Johannes Zenglein | 10       | Sheppard         | Coming Home          |
| 4       | 19. Aug | 30. Aug | 2019 | Jess Schöne      | Johannes Zenglein | 10       | Tim Bendzko      | Hoch                 |
| 5       | 31. Aug | 11. Sep | 2020 |                  | Johannes Zenglein | 10       | Lotte            | Mehr davon           |
| 6       | 30. Aug | 10. Sep | 2021 | Laura Knöll      | Johannes Zenglein | 10       | Max Giesinger    | Irgendwann ist jetzt |
| 7       | 29. Aug | 9. Sep  | 2022 | Laura Knöll      | Johannes Zenglein | 10       | Johannes Oerding | Plan A               |
| 8       | 21. Aug | 1. Sep  | 2023 | Laura Knöll      | Johannes Zenglein | 10       | Wincent Weiss    | Spring               |
| 9       | 19. Aug | 30. Aug | 2024 | Laura Knöll      | Johannes Zenglein | 10       | Clueso           | Für Immer Jetzt      |

## Ablauf
Auch bei der Best Buddy Edition ist der Ablauf seit 2016 derselbe.

### Anfang
Nachdem die Moderatoren die Sendung begonnen haben und die Zuschauer darauf aufmerksam gemacht haben, dass sie täglich den Tagessieger schätzen können und dabei etwas gewinnen können, werden die Kandidaten in die Lounge geholt.

### Runde 1 (Qualifikation)
In der ersten Runde müssen die Kandidaten nacheinander den Hindernisparcours bewältigen. Dabei wird der Parcours matschig, nass und schaumig. Das wichtigste an der Sendung ist die Zeit, die jeder Kandidat benötigt. Sobald der Kandidat den Parcours fertig ist, werden die Highlights aus seiner Runde gezeigt und vom Schiedsrichter analysiert. Denn sobald der Kandidat einen Fehler gemacht hat, bekommt er Strafsekunden auf sein Zeitkonto. Die zwei Kandidaten mit der längsten Zeit müssen in einer Finalrunde antreten und die Kandidaten mit einer kürzeren Zeit sind automatisch qualifiziert und treten in der nächsten Sendung wieder an.

### Runde 2 (Finale)
In der Finalrunde jeder Folge müssen die zwei langsamsten Kinder aus den Qualifikationsrunden, auf dem so genannten Schleuderrad um den Einzug in die nächste Sendung kämpfen. Auf einer Drehscheibe, welche nass und rutschig ist, müssen die Kandidaten so lange wie möglich drauf stehen bleiben. Der Verlierer muss die Show verlassen und der Gewinner bleibt weiterhin im Wettbewerb. Am Ende wird noch der Tagessieger sowie der Gewinner der Online Schätzung ermittelt.